# Vi d'Andorra
Els vins d'Andorra son els vins pertanyents a la viticultura dels Pirineus elaborats en el territori del Principat d'Andorra. En la seva majoria els vins andorrans s'elaboren en el municipi de Sant Julià de Lòria ja que per condicions geogràfiques i climàtiques és una de les zones més propicies al cultiu de la vinya. La majoria de parcel·les on es practica la viticultura a Andorra son petites i situades entre els 900 i 1.200 metres sobre el nivell del mar degut a la pròpia geografia del país.

## Geografia i clima
El clima d'Andorra és continental d'alta muntanya el que suposa estius breus i calorosos i hiverns llargs i freds. Això suposa una oscil·lació tèrmica important durant el període de maduració del raïm que facilita la persistència de l'acidesa en el raïm i l'obtenció de vins generalment menys alcohòlics. El fet de que l'hivern arribi aviat a les valls d'Andorra fa que varietats de maduració tardana siguin impossibles de cultivar. La vall de Sant Julià de Lòria, on es concentra la majoria de producció de raïm d'Andorra, està orientada cap al sud (direcció Catalunya) fet que propicia una insolació òptima per al cultiu de varietats de cicle curt, normalment procedents d'altres zones de viticultura d'alta muntanya com ara el Riesling, Gewürztraminer, Cornalin o Pinot Noir. La viticultura a Andorra s'ha vist potenciada també pels efectes del canvi climàtic que han afavorit el cultiu en alçada de la vinya per la suavització dels hiverns.
L'orografia d'Andorra propicia que les plantacions es facin en petits bancals o feixes que acumulen grans desnivells i per tant tots els treballs de camp s'han de realitzar manualment. És per això que la viticultura a Andorra està considerada com heroica per el CERVIM. Els sòls en la seva majoria son de pissarra i esquists i prims de matèria orgànica fet que dificulta el creixement de la vinya i en limita la producció de raïm tal com es veu en altres zones vitivinícoles com la DOQ Priorat.

## Història
Existeixen referències del cultiu de vinya en plena Edat Mitjana en territoris avui en dia pertanyents a Andorra. Degut a les característiques climatològiques de la zona, el cultiu de vinya sempre es va mantenir residual i amb la crisi de la fil·loxera a finals del segle XIX va acabar de desaparèixer. Aquest fet va comportar també la desaparició de varietats autòctones de la zona d'Andorra, és per això que avui en dia la quasi totalitat de producció es basa en varietats d'altres zones d'alta muntanya o elevades latituds com Suïssa, Vall d'Aosta o Alemanya.
A finals del segle XX, la viticultura a Andorra es va reactivar per part de diversos agricultors encuriosits per la viticultura de muntanya i al'hora explorar nous mercats dins del Principat degut a les limitacions imposades al cultiu de tabac. Actualment hi ha 5 cellers establers (Borda Sabaté, Casa Auvinyà, Casa Beal, Celler Mas Berenguer i Casus Belli) que en total cultiven prop de 20 hectàrees de vinya.
Darrerament, hi ha hagut diversos moviments per part del Govern d'Andorra i dels diversos cellers per promoure una Denominació d'Origen que englobi els vins produïts al Principat amb l'objectiu de facilitar les ventes i la promoció del producte. També s'està duent a terme recerca sobre el que podria ser la primera varietat de raïm andorrana recuperada.